# Königsplatz (métro de Munich)
Königsplatz (en allemand : U-Bahnhof Königsplatz) est une station des lignes U2 et U8 du métro de Munich, dans le secteur de Maxvorstadt-Königsplatz-Marsfeld.

## Situation sur le réseau

Plan du métro (2020).

## Géographie
La station porte le nom de la place au-dessus.

## Histoire
La station a pour nom de projet une rue du croisement de la place, Brienner Straße.
La station ouvre le 18 octobre 1980.

## Architecture
Contrairement aux autres gares ouvertes en 1980, le sol est recouvert de dalles de granit gris-bleu Azul, les piliers sont revêtus de grandes dalles de pierre brune et le plafond avec les deux lucarnes est recouvert de lames d'aluminium.
La station est proche de nombreux musées, c'est pourquoi des fac-similés d'œuvres d'art connues ornent les murs du quai arrière et au milieu du quai, elles sont ajoutées que dans les années 1990.
L'espace souterrain créé au-dessus de la station sert d'espace d'exposition par la Lenbachhaus.

## Service des voyageurs

### Intermodalité
La station est en correspondance avec les lignes de bus 58, 68 et 100.